# Golden Goggle Awards
I Golden Goggle Awards sono una cerimonia durante cui la Federazione statunitense di nuoto premia i propri atleti in varie categorie per i risultati conseguiti in un anno di competizioni.

## Vincitori

### Atleta maschile dell'anno (Male Athlete of the Year)
- 2004: Michael Phelps
- 2005: Aaron Peirsol
- 2006: Brendan Hansen
- 2007: Michael Phelps
- 2008: Michael Phelps
- 2009: Ryan Lochte
- 2010: Ryan Lochte
- 2011: Ryan Lochte
- 2012: Michael Phelps

### Atleta femminile dell'anno (Female Athlete of the Year)
- 2004: Natalie Coughlin
- 2005: Katie Hoff
- 2006: Katie Hoff
- 2007: Katie Hoff
- 2008: Natalie Coughlin
- 2009: Rebecca Soni
- 2010: Rebecca Soni
- 2011: Missy Franklin
- 2012: Missy Franklin

### Rivelazione dell'anno (Breakout Performer of the Year)
- 2004: Larsen Jensen
- 2005: Jessica Hardy
- 2006: Cullen Jones
- 2007: Ben Wildman-Tobriner
- 2008: Rebecca Soni
- 2009: Tyler Clary
- 2010: Missy Franklin
- 2011: Alex Meyer
- 2011: Katie Ledecky

### Allenatore dell'anno (Coach of the Year)
- 2004: Bob Bowman
- 2005: Eddie Reese
- 2006: Eddie Reese
- 2007: Bob Bowman
- 2008: Bob Bowman
- 2009: Eddie Reese
- 2010: Gregg Troy
- 2011: Gregg Troy
- 2012: Bob Bowman

### Premio alla perseveranza (Perseverance Award)
- 2004: Kaitlin Sandeno
- 2005: Brendan Hansen
- 2006: Erik Vendt
- 2007: Ryan Lochte
- 2008: Eric Shanteau
- 2009: Dana Vollmer
- 2010: Kate Ziegler
- 2011: Peter Vanderkaay
- 2012: Jessica Hardy

### Staffetta dell'anno (Relay Performance of the Year)
- 2004: Staffetta 4 x 200 metri stile libero femminile ai Giochi della XXVIII Olimpiade
- 2005: Staffetta 4 x 200 metri stile libero femminile ai Campionati mondiali di nuoto 2005
- 2006: Staffetta 4 x 100 metri stile libero maschile ai Giochi PanPacifici 2006
- 2007: Staffetta 4 x 200 metri stile libero maschile ai Campionati mondiali di nuoto 2007
- 2008: Staffetta 4 x 200 metri stile libero maschile ai Giochi della XXIX Olimpiade
- 2009: Staffetta 4 x 100 metri stile libero maschile ai Campionati mondiali di nuoto 2009
- 2010: Staffetta 4 x 100 metri misti maschile ai Giochi PanPacifici 2010
- 2011: Staffetta 4 x 100 metri misti femminile ai Campionati mondiali di nuoto 2011
- 2012: Staffetta 4 x 100 metri misti femminile ai Giochi della XXX Olimpiade

### Prestazione maschile dell'anno (Male Performance of the Year)
- 2004: Michael Phelps per i 100 metri farfalla ai Giochi della XXVIII Olimpiade
- 2005: Ian Crocker per i 100 metri farfalla ai Campionati mondiali di nuoto 2005
- 2006: Michael Phelps per i 200 metri misti ai Giochi PanPacifici 2006
- 2007: Michael Phelps per i 200 metri farfalla ai Campionati mondiali di nuoto 2007
- 2008: Michael Phelps per i 100 metri farfalla ai Giochi della XXIX Olimpiade
- 2009: Michael Phelps per i 100 metri farfalla ai Campionati mondiali di nuoto 2009
- 2010: Ryan Lochte per i 200 metri misti ai Giochi PanPacifici 2010
- 2011: Ryan Lochte per i 200 metri misti ai Campionati mondiali di nuoto 2011
- 2012: Nathan Adrian per i 100 metri stile libero ai Giochi della XXX Olimpiade

### Prestazione femminile dell'anno (Female Performance of the Year)
- 2004: Amanda Beard per i 200 metri rana ai Giochi della XXVIII Olimpiade
- 2005: Kate Ziegler per i 1500 metri stile libero ai Campionati mondiali di nuoto 2005
- 2006: Whitney Myers per i 200 metri misti ai Giochi PanPacifici 2006
- 2007: Kate Ziegler per i 1500 metri stile libero al TYR Meet of Champions
- 2008: Rebecca Soni per i 200 metri rana ai Giochi della XXIX Olimpiade
- 2009: Ariana Kukors per i 200 metri misti ai Campionati mondiali di nuoto 2009
- 2010: Rebecca Soni per i 200 metri rana ai Giochi PanPacifici 2010
- 2011: Melissa Franklin per i 200 metri dorso ai Campionati mondiali di nuoto 2011
- 2012: Katie Ledecky per gli 800 metri stile libero ai Giochi della XXX Olimpiade